# Kevorkian Death Cycle

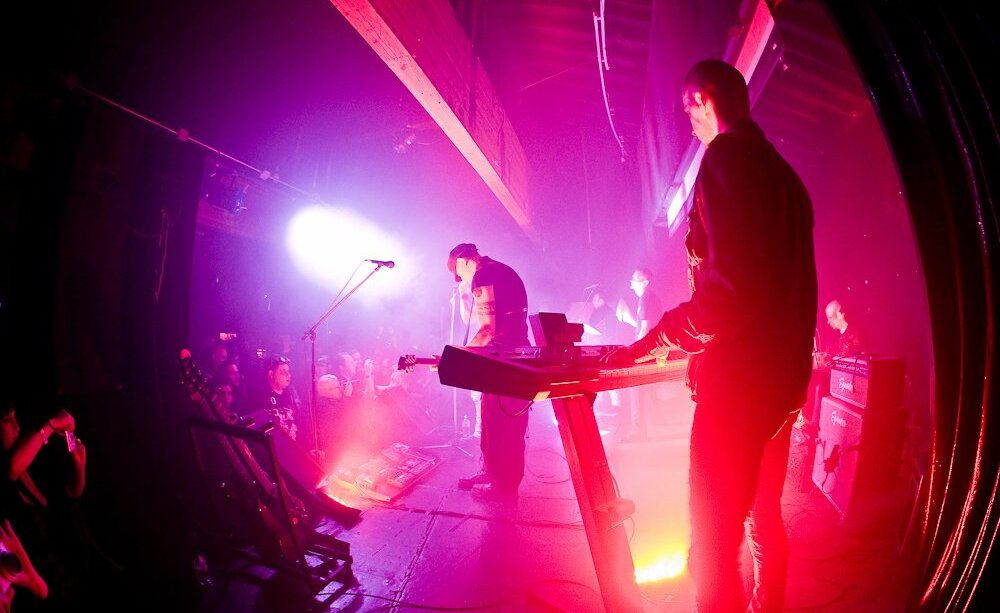
Kevorkian Death Cycle in 2012

Kevorkian Death Cycle is een Amerikaanse industrial-band uit Riverside, opgericht in 1996.
De groep bestaat uit de huidige leden Ryan Gribbin, Roger Jarvis en Rob Robinson. Gewezen leden zijn gitaristen Greg Ripes en Travers Bell, alsook drummer Brett Cardamone.
De groep heette oorspronkelijk Grid, maar veranderde haar naam naar Kevorkian Death Cycle, bij wijze van politiek statement: Jack Kevorkian is een in de Verenigde Staten bekende arts en activist die opgesloten werd omdat hij euthanasie verleende.
Het eerste album van de groep, Collection for Injection, verscheen in 1997 op het label Ras Dva, en ze ondernamen een tournee met Spahn Ranch, waarmee ze de aandacht trokken in het underground-milieu. In 1998 verhuisden ze naar Metropolis Records, waarop ze hun tweede album, Dark Skies, uitbrachten. Ze speelden onder andere met Front 242 en Front Line Assembly.
Hun derde album, A+0(M), uit te spreken als 'atom', verscheen in 1999; dit album bevatte een cover van het bekende nummer 'Relax' van Frankie Goes to Hollywood. Daarop gingen ze op een twee maanden durende tournee, Free Jack genoemd, verwijzend naar dokter Kevorkian.
In 2000 werd het debuutalbum Collection for Injection heruitgebracht; de single 'Relax' in 2001.
De stijl van Kevorkian Death Cycle bestaat uit vlakke industrial, met ruwe elektronische beats en samples.

## Discografie
- 1997 Collection for Injection
- 1998 Dark Skies
- 1999 A+0(M)